# Rockstar Vancouver
 (octobre 2019).
Si vous disposez d'ouvrages ou d'articles de référence ou si vous connaissez des sites web de qualité traitant du thème abordé ici, merci de compléter l'article en donnant les références utiles à sa vérifiabilité et en les liant à la section « Notes et références ».
Rockstar Vancouver, anciennement Barking Dog Studios, était un studio de développement de jeu vidéo, et ancienne filiale de Rockstar Games, et ayant notamment développé Canis Canem Edit (aussi appelé Bully) et Max Payne 3. Le juillet 2012, le studio ferme et fusionne avec Rockstar Toronto.

## Jeux développés
| Titre                                         | Date de sortie | Plates-formes               |
| --------------------------------------------- | -------------- | --------------------------- |
| Homeworld: Cataclysm                          | 2000           | PC                          |
| Counter-Strike (plusieurs cartes)             | 2000           | PC                          |
| Global Operations                             | 2002           | PC                          |
| La Planète au trésor : La Bataille de Procyon | 2002           | PC                          |
| Bully                                         | 2006           | PlayStation 2               |
| Bully: Scholarship Edition                    | 2008           | PC, Xbox 360, Wii           |
| Max Payne 3                                   | 2012           | PlayStation 3, PC, Xbox 360 |